# Cathédrale de Muro Lucano
La cathédrale de Muro Lucano ou cathédrale Saint-Nicolas (en italien : cattedrale di San Nicola) est une église catholique romaine de Muro Lucano, en Italie. Il s'agit d'une cocathédrale de l'archidiocèse de Potenza-Muro Lucano-Marsico Nuovo.

## Histoire et description

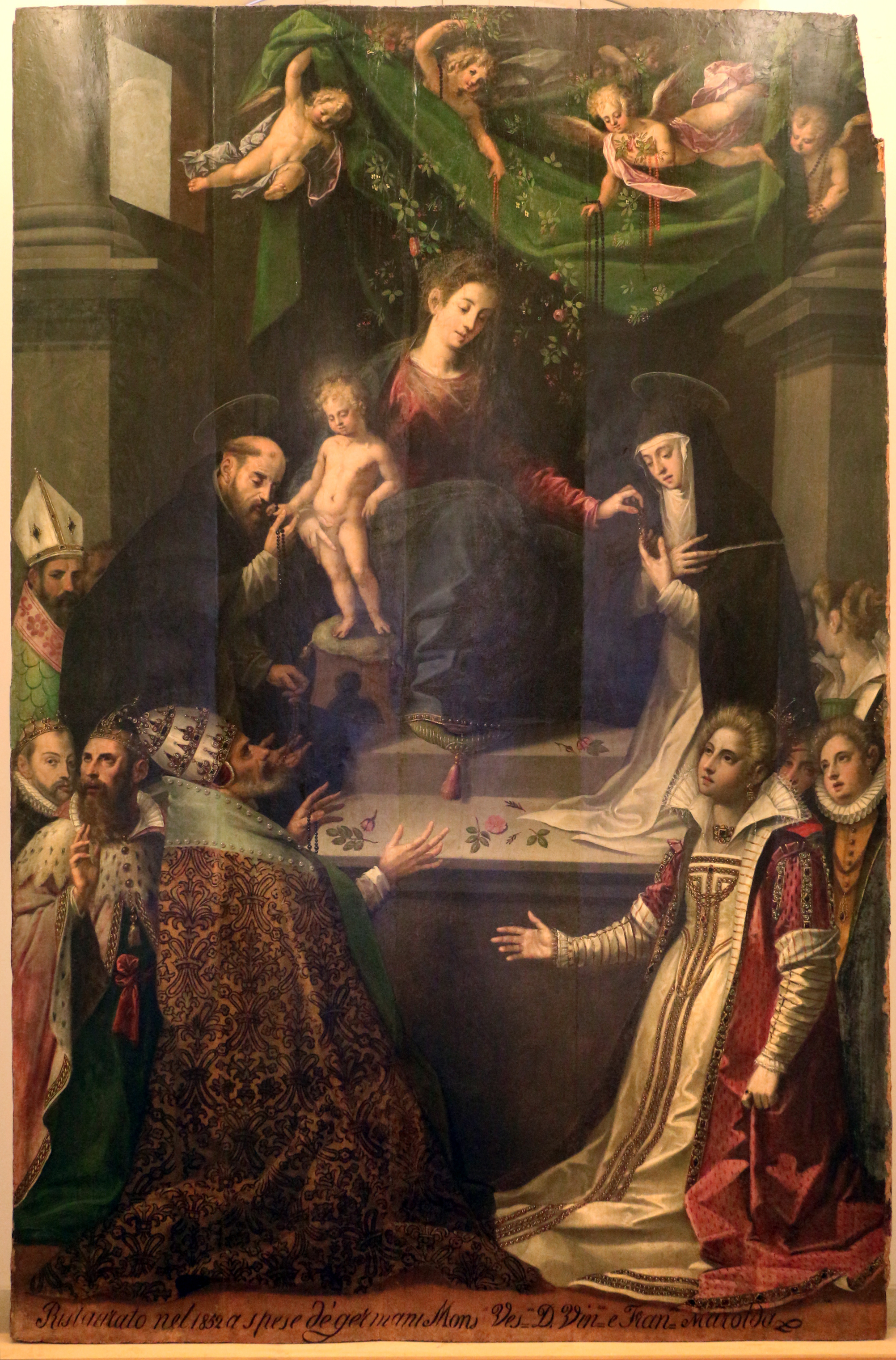
Vierge du Rosaire de Cornelis Smet.

La cathédrale de Muro Lucano a été érigée vers 1009 et consacrée par l'évêque Roberto en 1169. L'édifice présente une structure en croix latine avec trois chapelles derrière les transepts et intégrée par des volumes simples avec des toits. La cathédrale a subi de graves dommages à cause des événements sismiques de 1980 et elle est toujours en cours de restauration. Son patrimoine artistique est aujourd'hui conservé dans plusieurs églises du pays. Parmi les œuvres qui décoraient l'église : la Vierge du Rosaire de Cornelis Smet et le Baptême du Christ d'Anselmo Palmieri (Anselmus Palmieri Pollanus Pintix).
Le 30 septembre 1986, avec le décret Instantibus votis de la Congrégation pour les évêques, le siège de Muro Lucano a été uni en pleine union avec le siège de Potenza et Marsico Nuovo et la nouvelle circonscription a pris le nom actuel. La cathédrale de San Nicola a simultanément pris le titre de cocathédrale.
Elle était l'un des lieux où Gérard Majella se rendait pour prier longtemps la Vierge Marie et le Saint-Sacrement. Parmi les témoignages de son procès en béatification, il y a celui qui dit que le saint resta toute la nuit à la chapelle du Saint-Sacrement incliné devant l'autel.

### Articles liés
- Liste des cathédrales d'Italie
- Liste des cathédrales de la Basilicate